# Giovanni Giacomo Tencalla
Giovanni Giacomo Tencalla (Bissone, 1591 – Bissone, 1653) è stato uno scultore e architetto svizzero-italiano.

## Biografia
Figlio di Pietro Antonio e fratello di Costante, si forma artisticamente a Roma. Successivamente si trasferisce in Austria, dove realizza la chiesa dei Domenicani a Vienna.
Realizza diversi edifici religiosi nella Moravia ceca e partecipa al restauro di diversi castelli imperiali austriaci.